# 柳森万里
柳森 万里（やなぎもり まり、4月14日 - ）は、近畿地方を拠点に活動している日本のナレーター、女性声優。ワイワイワイ所属。大阪府出身。

## 出演
所属事務所プロフィールにしばらく掲載された後に削除された出演作およびテレビドラマ・ラジオドラマでの担当役名も記載。それらについては、2007年当時の公表データを基にしている。

### テレビ番組
- 土曜フォーラム（NHK） - アフレコ出演
- ETV特集（NHK） - アフレコ出演
- ぐるっと関西おひるまえ（NHK大阪放送局） - アフレコ出演
- ウラマヨ!（関西テレビ） - ナレーション
- 水野真紀の魔法のレストランR（毎日放送） - ナレーション
- 歴史秘話ヒストリア（NHK大阪放送局） - アフレコ出演

### テレビドラマ
- 樱花梦（中国作品/テレビ大阪） - 周美恵 役
- Bone Chillers（英語版）（アメリカ作品）
- オー!マイキー（テレビ東京） - トレイシー 役、ほか

### ラジオドラマ
- ドラマの風「白い部屋」（MBSラジオ） - 女 役
- ドラマの風「泣き叫ぶ部屋」（MBSラジオ） - 岬めぐみ 役
- WAKASA 6 STORIES「恋の松原〜天使になりたくて〜」（FM COCOLO）
- WAKASA 6 STORIES「現代 義経北行伝説」（FM COCOLO）

### OVA
- 残された名刺（大阪市外国人教育研究協議会、1996年）
- 二匹の猫と元気な家族（東京都教育委員会/読売映画社、1997年） - メグロ 役[2]

### ゲーム
- 祇園花 PlayStation版（1995年、江藤まりな、姉川真奈、カトリーヌ）
- THE RUMBLE FISH（サミー、2004年） - カヤ 役

### CM
- デンタルプロ 歯間ブラシ（ジャックス）
- ららぽーと甲子園
- 兵庫県歯科医師会
- 光セラ（ケイミュー）
- 毛髪クリニックリーブ21
- スリムウォーク シェイプUPインナー（ピップ）
- エス・バイ・エル (S×L)
- 大丸
- 正露丸、セイロガン糖衣A（大幸薬品）
- ミスタードーナツ
- ゆずポン酢（ハグルマ）
- 岡山県立大学
- ソニー損害保険
- 赤帽
- シチズン時計
- Wiiウェア（任天堂）
- 伯方の塩（伯方塩業）
- 手ピカジェル（健栄製薬）
- くるねこ
- ミニミニ
- ゆめタウン（イズミ）
- ミクちゃんガイア（タツミコーポレーション）
- K-POWERS
- Pikara（STNet）
- ソフト99コーポレーション
- 都市型保育園ポポラー
- 小林製薬
- 大栄環境グループ
- ミセスロイド（白元アース）
- 然の膳
- 京都建築大学校 (KASD)